# Heterusia tiricia
Heterusia tiricia är en fjärilsart som beskrevs av Paul Dognin 1893. Heterusia tiricia ingår i släktet Heterusia och familjen mätare. Inga underarter finns listade i Catalogue of Life.